# Tshawe Baqwa
Tshawe Baqwa (født i 1980 i Tyskland), også kendt under artistnavnet «Kapricon», er en norsk musiker og programleder. Han er, sammen med Yosef Wolde-Mariam, medlem af hiphop- og rap-gruppen Madcon, som har haft stor sucsess i Europa. Han blev født i Tyskland af sydafrikanske forældre. Han vandt den tredje sæson af Skal vi danse. Tshawe fik færre point af dommerne end den anden finalist, Mona Grudt, men fik flest stemmer af publikum.